# En historie om en pigetrio
En historie om en pigetrio er en dansk kortfilm fra 2009 instrueret af Kasper Winding.

## Handling
Denne artikel mangler et handlingsreferat. Hjælp os med at skrive det.

## Medvirkende
- Cathrine Bjørn
- Sara Hjort Ditlevsen
- Søren Højen
- Emma Leth